# 九八式水上偵察機

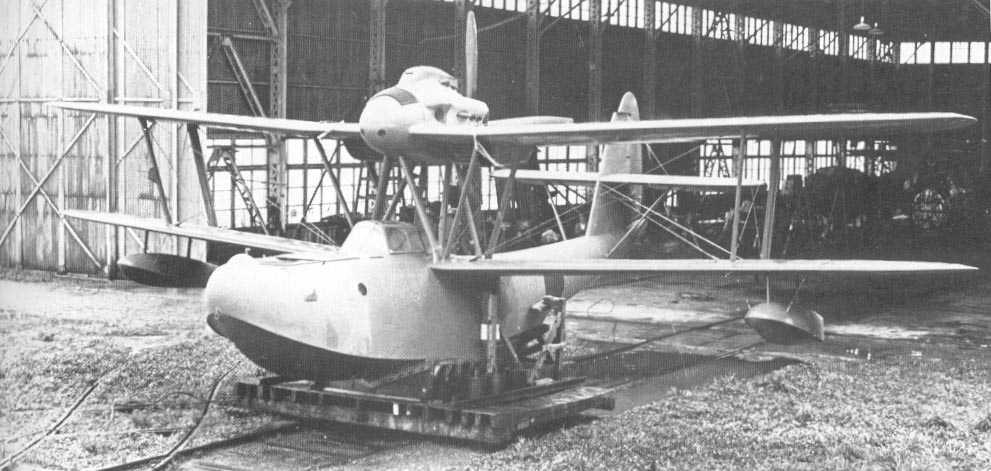
九八式水上偵察機

九八式水上偵察機（きゅうはちしき すいじょう ていさつき）とは日本海軍が愛知航空機に開発させ、昭和13年（1938年）6月に兵器採用した飛行艇型の艦載夜間偵察機である。採用以前の旧名称は愛知十一試特種水上偵察機。略符号はE11A1。連合軍コードネームは“Laura”。
水雷戦隊の夜戦における夜間触接、夜間砲戦における弾着観測など、敵戦闘機による邀撃を考慮しなくてもよい状況で使用される機体として開発された。水雷戦隊の旗艦巡洋艦に各1機ずつ搭載する運用方針であり、連合艦隊全体での定数が4機程度であったことから、生産機数は少数に留まった。

## 概要
昭和11年（1936年）10月に日本海軍は、九六式水上偵察機の後継機となる機体を十一試特殊水上偵察機の名称で川西航空機と愛知に対して発注した。川西は従来にない斬新な機体を製作したのに対して、愛知は前作九六式水上偵察機を洗練したような複葉の小型飛行艇を開発した。胴体は金属製モノコック構造で、主翼、尾翼は金属製骨組みに羽布張りだった。エンジンは上翼中央に推進式に搭載し、木製固定ピッチの4翅プロペラを装備した。
昭和12年（1937年）6月に試作1号機が完成し、川西機とともに海軍による審査が行われた。その結果、保守的な構造の愛知機が性能、実用性ともに勝ったため、昭和13年6月に九八式水上偵察機として制式採用された。
採用後、支那事変（日中戦争）の後期から九六式水上偵察機に代わって軽巡洋艦に搭載され、偵察、索敵、哨戒等の任務で使用された。太平洋戦争の緒戦に少数機が参加し、その後も編成表上では各水雷戦隊旗艦への搭載機として指定されていたが、3座水偵にその座を譲って第一線を退いた。その後は連絡機や雑用機として利用され、終戦時には7機残存していた。

## スペック
- 全長： 10.71 m
- 全幅： 14.49 m
- 全高： 4.52 m
- 主翼面積： 46.4 m2
- 全装備重量： 3,300 kg
- 最高速度： 217 km/h
- 巡航速度： 130 km/h （高度1,000 m）
- 乗員： 3名
- 発動機： 愛知九一式二二型水冷W型12気筒　620 hp
- 航続距離： 1,945 km / 15 h
- 武装： 7.7 mm（艇首旋回）機銃×1

## 登場作品
『艦隊これくしょん -艦これ-』
艦娘の装備として登場。実装から長い間、作中唯一の夜間偵察機カテゴリーの装備であり、夜戦と呼ばれる戦闘フェイズにおいて本機を装備した艦娘が編成されていた場合、味方艦隊の攻撃の命中率や特殊攻撃の発動率が向上する。